# Nursery Rhyme -ナーサリィ☆ライム-
『Nursery Rhyme -ナーサリィ☆ライム-』は、2005年11月25日にLump of Sugarより発売されたアダルトゲームである。

## 制作
2005年に創立されたアダルトゲームブランドLump of Sugarの処女作となる本作は、同年8月開催の「コミックマーケット68」などにおいて体験版がリリースされた後、11月25日に製品版が発売された。当初は10月28日発売予定だったが1ヶ月延期された。初回限定版特典としてオリジナルサウンドトラックが、また予約特典としてオリジナルドラマCDが付属されている。
また、コミックマーケットでも人気の同人サークル・ZIPが制作に携わっており、同サークルでイラスト担当の萌木原ふみたけが原画を、リーダーのひろりんがコンピュータグラフィックスを手掛けている。また2005年12月開催の「コミックマーケット69」では本作の非公式同人誌『アズラエルの夢を見て』がZIPより1,000円で頒布された。
タイトルのNursery Rhymeとは英語で「童謡、わらべ歌、子守唄」を表す。制作元により「ピュアラブは～とふるアドベンチャーゲーム (pure love heartful adventure game)」というジャンル付けがされている純愛系の恋愛アドベンチャーゲームで、攻略対象となるヒロイン数は5人。
2006年より原画集やドラマCD・小説など関連グッズが発売され、同年9月8日より美少女携帯ゲーム配信サイト「もえぷり」より携帯電話アプリ版も発売された。

## あらすじ
念願かなって私立の名門・将星学園の入試に合格した少年・支倉静真。しかしその直後、父親の3年間の海外赴任が決まってしまう。せっかく決まった合格を辞退する気にもなれなかった彼は、母の知人の家に下宿する事になる。そこには静真が幼い頃出会った双子の姉妹・真紀奈と有希奈がいた。さらに隣の家の気の強いお嬢様のティータ、同じく下宿人のクルルや凛など静真はいきなり多くの女性達に囲まれて暮らす事になる。今まで異性と関わったことのない彼は環境の変化に戸惑いつつも学園での新たな生活を始めることとなった。やがて、静真はその中の女性の1人と愛し合う様になり、隣人達との絆に助けられながら、共に葛藤を乗り越えて成長していく。

## 世界観
作品の舞台となるのは現代の日本に程近い世界であるが、現実とは異なりややファンタジー風の世界観で構成されており、「魔法」が科学技術と同様に社会から認知されており学術研究の対象ともなっている。作品の主人公・支倉静真が通うことになる「将星学園」は普通科・体育科・魔法科の3学科から成る私立学園である。
本作の製作スタッフは、プレイヤーがストーリーに共感できる様にとの配慮から、こうしたファンタジー風の世界観を前面に出さない方針を取った。このため、本作の世界観は、ストーリーの展開に応じて主人公のモノローグや登場人物のセリフの中でさり気なく語られる程度に留められている。また、魔法が存在する世界観を持ちながらも「本当の魔法」を愛情や誠実さといった人間の精神性を求めるストーリーテーリングも、本作品の大きな特徴の1つである。
なお、本作の500年前の世界が「タユタマ -Kiss on my Deity-」である事が、「タユタマ ビジュアルファンブック」（タユタマ・初回限定版の特典として付属）に記載されている。

### 文明と経済
魔法のエネルギーが現実世界における電力の様な位置づけであり、広くエネルギー源として応用されている。化石燃料や核エネルギーが使われる事が無い為、現実世界よりも自然環境が良い。また、エネルギーとしての魔力の伝達方法は語られていないが、現実世界の送電線にあたるものが存在しないので、画面には全く電柱や送電線が描かれていない。
なお、ソフィロスというスポーツに用いられる「魔法球」や、露天風呂でプライバシーを守る為などに使われている「魔法壁」など、直接的に魔法を応用した製品も数多くある。ただし、「魔法を応用した製品」の中には、現実世界で言う処の「疑似科学」に基づいたインチキな商品もあり、悪徳商法である事を暗示する様な、怪しげな通信販売で流通している物もある。
この様に、作品世界における「魔法」には学術的な方法論による安定した応用技術が存在する。しかし、その一方で魔法を騙ったインチキ商売が成立してしまうくらいに、「魔法」とは未解明で神秘的なものだと考えられているのである。（魔法をこの様に描く事は、亜人が存在したり、ぬいぐるみが喋ったりする事に説得力を持たせて、作品世界のキャラクター表現を豊かにすると同時に、この作品のファンタジー色を薄め、プレイヤーから見て身近な世界観を提供する為の工夫である。）
テレビや雑誌といったマスメディアや電話などの通信装置については、現実世界と同様であるが、劇中には一度も携帯電話やインターネットの存在が描かれていない。
作中の日本での通貨単位は円であり、物価は現実世界での21世紀初頭の日本と同じくらいである。

### 文化と歴史
作中の日本文化は、現実世界の日本文化と殆ど同じである。例えば、庶民は夏祭りには浴衣を着て出かけたり、キリスト教会で結婚式を挙げたりしている。占いやジンクスも通俗的なものであり、特に宗教や魔法学を根拠にしてはいない。
服飾や食文化についても、特に現実世界と異なるところはない。

### 魔法士
魔法が人間の持つ才能の一つとして認識されている為、特に魔力の持ち主が差別や迫害を受ける事はない。しかし強い魔力の持ち主の場合、魔力の暴走を喰い止める為の「制御リング」を身体に取り付ける事が義務付けられており、この事は身分証明書の記載事項の一つにもなっている。ただし、「制御リング」それ自体は、魔法能力者への烙印の様な描かれ方はされておらず、極力目立たないデザインになっているという設定である。この為、魔法能力者であるクルルの姿には、それらしき物は描かれていない。
魔法を使ってギャンブルなどに勝つ事は、魔法能力者のモラルに反する事とされている。さらに、人命救助などの緊急時を除き、魔法で他人に影響を与える行為は重罪とされている。また、魔法を職業とするものは「魔法士」と呼ばれ、正規の魔法士は「制御リング」を解除する権限を持ち、国家公務員としての待遇と国家による監視を受ける。将星学園の魔法科は、魔力を持った学生が魔法士の資格を取る為のコースであるが、魔法科の学生達には変わり者が多い。
魔法士の中には「魔法療法士」と呼ばれる医療従事者がいて、医学と併用する事で患者の回復を早める事ができる。
主人公も一応魔力は持っているが封印されているため制御リングは必要無い。(一部のルートでは封印が解けて魔力が復活したため制御リングを付けるが本人や周りの友人はアクセサリ程度にしか思っていない。)

### スポーツ
現実世界と同様に、球技では野球やサッカーがポピュラーな種目になっている。また、あまりポピュラーではないが、ラクロスに良く似た「ソフィロス」というスポーツが存在している。他にもフィギュアスケートやバスケットボールに関する言及がある。

#### ソフィロス
ソフィロスとは、空中に浮かんだ「魔法球」を「魔法の杖」で打ち合い、相手のゴールに打ち込む事を競い合うスポーツであり、競技人口のほとんどが女子である。
1チームの出場人数は5人で、ラクロスと同様に「クレードル」と呼ばれるテクニックが存在する。
シュートを決めた時に、フィギュアスケートの様にして技術や美しさが採点される事で、1点以上の点数が入る事がある。
「魔法球」は、魔法で生成された特殊なボールであり、競技フィールドの外に出ると消滅する。「魔法の杖」は、元々は普通の木の棒であったが、競技化されるにつれて、球を保持する為のポケットが付いた専用の杖が使われる様になった。この為、杖自体は魔法の産物というわけではない。
将星学園のソフィロス部のユニフォームは、魔法使いのローブの様なデザインになっている。将星学園では、女子の体育や球技大会でもソフィロスが行われているが、その時は一般的な体操服を着用して行われる。

### 人種
ごく一般的な人間である「ヒューマン」の他に、水平方向に長い耳を持ち「エルファン」と呼ばれる耳長種族、獣の様な耳と尻尾を持ち「ライカン」と呼ばれる獣耳種族の2種類の亜人種が存在している。少なくともゲームの中の時代では、人種差別は皆無であり、異種族との婚姻も珍しくない。なお、ヒューマンの中にはエルファンやライカンの耳に憧れを抱くものが居る。
エルファン、ライカンという種族名は共に、伝説上の生物であるエルフ、ライカンスロープに由来している。
作中において、一般にエルファンは魔法力に優れ、ライカンは運動能力に優れるとされているが、それは血液型性格分類と同程度の迷信として認識されている。例えば魔力を持たないエルファンも居れば、運動能力の低いライカンも存在し、逆にヒューマンからも、優れた魔法士やスポーツ選手が輩出されている。（この事が、異種族間の混血が進んだ事によるものなのか、元から種族間に才能の差が無かったためなのかについては、語られていない。）
異種族間の混血児の場合、両親のどちらかの人種的な特徴が現れる。極まれに両親とは異なる種族の特徴が隔世遺伝によって現れる事がある。こうした現象は「先祖返り」もしくは「チェンジリング」(作中では「取り替えっ子」とも)と呼ばれ、卓越した才能を持った人物に多く見られる現象であるが、その一方で気味悪がられており、家庭崩壊の原因にもなってしまう。
なお、現実世界における肌の色の違いとしての人種が存在するかどうかについては語られていない。

### 言語
登場人物の人名や会話の内容などから、書き言葉や話し言葉が日本語である事は間違いないが、少なくとも将星学園の「魔法史」の授業では、ギリシア文字に似た文字が用いられている。

## 登場人物
声の項の記載は、ゲーム/ドラマCD『Life is sweet』の順である。

### メインキャラクター
ここでは、プレイヤーキャラクターである主人公と、ゲームの攻略対象となるヒロインについて記述する。ストーリー後半にて、特定のヒロインとの恋愛の進展が描かれる際には、他のヒロインたちは、主人公とそのヒロインとの恋愛を応援する役回りになる。
支倉 静真（はせくら しずま）
声 - なし / 中村俊洋
本編の主人公。将星学園普通科の新入生。眼鏡をかけたおとなしい少年で誰にでも優しく接する。7月28日生まれ。成績優秀・品行方正で異性との交際経験はまだない（というか興味がなかった）。外見はヒューマンであるが完全なヒューマンというわけではなく父親はエルファンである。また父親が元魔法士であったこともあり、小さいころに父親に魔法を封印されて本人も知らないが、魔法力も備えている。趣味はアクアリウム（熱帯魚等の飼育・鑑賞）と読書。ファッションとは無縁で最初は髪型も乱れているため地味な印象だが、本来は整った顔立ちをしている。この事は美形が多いとされているエルファンの血を引いている事とも関係があるらしい。プレイヤーキャラクターでありながら、イベント画像では端正な顔立ちがはっきりと描かれている。
巴 真紀奈（ともえ まきな）
声 - 金田まひる / 同左
ゲーム内で静真が最初に出会うことになるヒューマンの少女で、静真の幼馴染でもある。巴姉妹の妹。12月9日生まれ。魔法は使えない。さっぱりとしており明るくハキハキとした性格で静真のことは呼び捨てで「静真」と呼ぶ。魔法の球と杖を使ったスポーツ「ソフィロス」の名手で、ジュニア時代に全国大会MVPになった実績が評価されて、将星学園体育科にスポーツ推薦で入学した。こうした事情からソフィロスの関係者の間では有名人であり、試合の度にスポーツ記者から取材を受けている。その一方で、ソフィロス自体がマイナーな事もあって、街中で目立つような事はなく、ナンパをされたり、総合情報誌から取材を受けたりした時も有名選手だとは気づかれない。（彼女は時折、ソフィロスがマイナーな種目に甘んじている事を嘆いている。）ソフィロスのプロ選手である川下直子の大ファンである。運動は得意だが勉強や家事などは大の苦手。朝が弱く、とても寝相が悪い。姉である有希奈とは仲がよく、互いに「ユキ」「マキちゃん」と呼び合っているが、ときには逆らえないこともあり、主従関係がはっきりする場面もいくつかある。幼馴染のティータからは、スポーツのライバルと目されている。
巴 有希奈（ともえ ゆきな）
声 - 松永雪希 / 同左
真紀奈の双子の姉で、もちろんヒューマンであり、静真の幼馴染。12月9日生まれ。魔法は使えない。心優しい正統派美少女。真紀奈とは逆におとなしく控えめな性格で静真のことは「静真くん」と呼ぶ。静真と同じく優等生で料理などの家事も得意だが、時折意地悪で計算高い一面をのぞかせることがある。ガーデニングが趣味で学園では静真と同じクラス。部活動には所属していない、いわゆる帰宅部だが時々真紀奈が入っているソフィロス部のマネージャーを務めることもあり、真紀奈は自分専属のマネージャーだと主張している。（マネージャーとしての有希奈が「ソフィロス部には真紀奈がたくさんいる。」と呆れて語っているので、ソフィロス部員にはだらしない女性が多いらしい。）有希奈が「笑顔+怒りマーク」の表情を示した時には、調子に乗っている真紀奈を一言で黙らせてしまう。幼馴染のティータからは、勉学のライバルと目されている。絵によっては真紀奈よりも胸部あたりが大きく描かれていたりもするが、ヒロイン達のスリーサイズが公表されていないので、本当に有希奈のほうが大きいかは不明である。
ティータ・フローレス・ブラント（Tita Flawless Brandt）
声 - 吉川華生 / 桜庭わかな
巴家の隣に住むヒューマンの少女。巴姉妹とは幼馴染であるが、静真とは面識がなかった。魔法は使えない。大財閥「ブラントコーポレーション」の令嬢で、「～ですわ」などお嬢様口調で話す。学生でありながら父親の秘書の様な仕事もこなしており、テレビに出演する事もあるので、結構な有名人である。プライドが高く巴姉妹をライバル視しており、何かにつけて勝負を挑むが、ティータにとっては文武両面での二正面作戦を取ることになるので、いつも惜敗している(客観的には健闘していると言う方が適切ではあるが、ティータ本人は惜敗としている)。巴姉妹は自分たちが手を抜くと彼女を怒らせる事を知っているので、いつも全力で勝負を受けて、彼女を負かしている。勉学のライバルである有希奈との勝負に秀才の静真が加わった事で、静真を意識し始める。巴姉妹には幼馴染としての友情も感じており、時々巴家自慢の露天風呂に入りに来る為、巴家にとっては家族も同然であるが、本人は巴家の人たちに対しても丁寧な言葉遣いをしている。巴姉妹以外の友人の事を名字で呼ぶ為、静真のことも「支倉」と呼んで普段からきつく接しているが、静真に褒められたり優しい言葉をかけられたりすると妙に照れたりする。いわゆるツンデレ系のキャラクターである。また、非常に上品な人物であり、うどんを食す時の所作にもまったく隙がない。学園では静真達のクラスの級長を務める。プライドの高さゆえにクラスでは孤高の存在であるが、級長としての責任感の強さや静真を含む隣人たちへの友情に厚い事も手伝い、物語の後半には素直で親切な人柄が表に出てくる事になる。ティータと静真が恋愛関係にならないシナリオでもその様になるので、製作スタッフたちによると、こうした点で単なるツンデレ系ではなくなったとの事である。
敷島・クルル（Krile Shikishima）
声 - 西田こむぎ / 同左
犬のような耳と尻尾を持つ「ライカン」と呼ばれる種族の少女。巴家の下宿人の一人。将星学園魔法科2年。「制御リング」の装着を義務付けられる程の強い魔力の持ち主であり、その状態でも魔力で宙に浮かぶ事ができる。また、100点以外を取った事が無い程の天才的な学力を持ち、飛び級もしているため静真達より年下にもかかわらず学年は上である。学生でありながら、既に魔法士として活動する事をある程度は容認されている。魔法科に所属する図書委員として、特別に「あかずの間」と呼ばれる貴重な魔法書を納めた部屋への出入りが許されている。これほどの天才である為、ティータからも次元の違う存在だと目されており、ライバル視はされていない。身長が低い事にコンプレックスを持っており、ライカンであるが運動は苦手。いつも無口・無表情で、必要最低限の言葉を話す為、何を考えているかわからない。読書が好きで、文芸部に所属しており、図書委員も務める。一人称は「ボク」。言葉を話すぬいぐるみ・アズラエル(サブキャラクター参照)とはいつも一緒にいる。静真のことは「シズマ」と呼ぶ。背の高い静真が巴家に住み始めるまでは、空中浮遊能力によって、「巴家の高い所にある物を取る係」を務めていた様である。本作において最も人気のあるキャラクターであり、発売されているキャラクターグッズ類もクルル（またはアズラエル）に関するものがほとんどである。
凛・リム＝ウェムス（Rin Lim Venus）
声 - 松田理沙 / 同左
巴家に下宿しているエルファンの女性。太星女子大学で歴史の教職課程を専攻している。メインキャラクターの中では最年長であるがドジでそそっかしく、いつも失敗ばかりしている。礼儀正しく、静真のことは「静真さん」と呼ぶ。ウェムス家は女系の家系であり、女ばかりの家庭で育ったため、静真以外の男性に話しかけられるだけで怯えるかなりの男性恐怖症。ウェムス家は本来高い魔力を持つエルファンの中でも特に優秀な魔法士の家系だが、彼女には魔法の力が全く備わっていない。この事が彼女の「魔法は使えなくても、世の中の役に立つ人になりたい」という強い博愛精神の元になっており、男性恐怖症にもかかわらず教師を志す動機にもなった。学費を稼ぐため、喫茶店で日々アルバイトに明け暮れる苦学生だが、ボランティア活動や募金活動にも積極的でその為に大金を使ってしまう事が間々ある。喫茶店の制服がメイド服に酷似しており、その姿のままで出歩いて注目を浴びる事もある。将星学園の卒業生でもあり、教育実習のため学園を再び訪れる。なお、公式サイトでの「キャラクター人気投票」において、凛は、他のヒロインが全て1500票以上を獲得する中で、僅か187票しかないほどの不人気だった。これはサブキャラクターの館川はるなの165票を辛うじて上回った程度である。その為か作品の関連商品の萌木原によるイラストには凛は全く描かれていない。しかし、小説『ナーサリィ☆ライム 1.わたくしのおうじさま』には凛を準主役にした物語がある。こうした不人気について、作品スタッフは「時代遅れなヒロインだった」と述べる。
「衣装人気投票」でも凛の教師服は35票で最下位 (9位の体操服とは96票差)、メイド服は193票で8位だった。

### サブキャラクター
ここでは、物語に関わってくるキャラクターについて述べる。ここに挙げた以外にも、姿が描かれておらず、役名のないキャラクターが多数登場している。
巴 由里亜（ともえ ゆりあ）
声 - 松永雪希 / 同左
真紀奈・有希奈の母親で、巴家の主。ヒューマンである。数年前に、夫に先立たれてしまった。優しく包容力がある女性で巴家の下宿人達や隣家のティータの事を娘二人と同様大切に想っている。クルルからは「ママ」と呼ばれ、実の母の様に慕われている。なお、声の松永雪希が有希奈との二役を演じており、どちらも巴家の家事担当として似通った立場にあるが、しっかりと演じ分けている。
アズラエル（Azrael）
声 - 水鏡 / 同左
クルルがいつも肩に乗せている黒い猫のぬいぐるみ。愛称は「アズ」。ぬいぐるみなので自力では全く動けないが、喋る事ができる。無口なクルルの代弁者のようにおしゃべりなうえ相当な毒舌で、静真のことを「下僕」と呼ぶなどいつも余計なことを口にしてはクルルに袋叩きにされている。クルルはこの事を「折檻」と言っているが、アズはかなり痛がって、しばらくはおとなしくなる。このことから見ても、アズには自我があり、常にクルルの心を代弁しているわけではない。登場人物の中では、クルルと由里亜と静真が触っている時だけ、アズは喋る事ができる。巴家や学園での登場人物たちの会話に重要なアクセントを与えるキャラクターなので、スタッフの萌木原ふみたけによると、アズラエルがこの作品を2割面白くしたとの事である。この事と、クルルの人気によって、アズラエルは、等身大のぬいぐるみとして商品化され、次作である『いつか、届く、あの空に。』にも登場し、Lump of Sugarのマスコットキャラクターとなり、アニメ『タユタマ -Kiss on my Deity-』の映像特典でアニメ出演を果たした。なお、「アズラエル」とはイスラムにおける死を司る天使の名前である。
舘川 はるな（たちかわ はるな）
声 - 神村ひな / 同左
将星学園普通科2年のヒューマンの少女。黒ふち眼鏡と艶やかな黒髪が特徴。クルルとは同じ文芸部・図書委員に所属しており親友同士。おとなしい性格で後輩である静真達にも礼儀正しく接する。時々、クルルの部屋に泊まる事がある。
マリー・ケリー（Marie Kelly）
声 - 西田こむぎ / 同左
将星学園に通うライカンの少女。真紀奈と同じソフィロス部の一員で仲が良い。明朗快活な性格で初対面の相手とも気さくに話す。真紀奈とともに、将来のソフィロス部のツートップになると目されているソフィロスの名手であるが、彼女はスポーツ推薦ではなく、入試で合格して将星学園に入学している為、学力もそこそこ高い。
フィリップ・ミヤガワ（Philippe Miyagawa）
声 - 石川大介 / 同左
静真が将星に入学する以前からの友人だったエルファンの少年。エルファンであるが魔法は使えず、スポーツの才能に恵まれている。ニックネームはフィル。サッカーが得意で真紀奈と同様に体育科に推薦入学した。真紀奈とともに、将来の将星学園を代表するスポーツ選手と目されている。キザで女の子が大好きなプレイボーイだが、ツキには恵まれておらず、何かと不幸な目にあうことが多い。スポーツが苦手だと思い込んでいる静真を積極的にミニサッカーやフットサルに誘っている。静真自身が気が付いていない静真のスポーツの才能に気が付いているので、静真をサッカー部に勧誘したりもした。
東村山 藤吉郎（ひがしむらやま とうきちろう）
声 - 中村悠一 / 同左
静真の同級生。顔立ちは険しく、あごひげも生やしており一見すると静真達と同年代とは思えない。毛深いがライカンではなくヒューマンである。体の大きさに反比例して声は小さく無口。将星に入る前からクラスメートだった有希奈のことが好きらしい。あだ名は「フジ」。また、彼の声を聞き取る事ができるのは、基本的に、有希奈と静真だけである。見かけによらず手先が器用で、部活は手芸部に所属。その腕前は有希奈も一目置いており、彼に教えを乞うこともある。
ラエル・ブラント
声 - 中村悠一 / なし
ティータの兄で、ヒューマンの男性。ブラント財閥の後継者としての未来が約束されていたがその道には進まず、医師になる事を目指した。静真とは性格が良く似ているらしい。ティータはこの様な兄に対して、複雑な感情を抱いている。また、幼馴染の有希奈が密かに好意を抱いている相手でもある。
炭谷 カイト（すみたに-）
声 - 大久保けんたろう / なし
将星学園の学生で種族はヒューマン。高慢な性格で静真のことを見下し馬鹿にしたような態度をとる。以前に有名人であるティータに交際を申し込んで断られたことから、彼女に色々と嫌がらせをしてくる。
関屋 ケン（せきや ケン）
声 - 石川大介 / なし
静真のクラスの担任教師。科目は現代国語の担当である。スローテンポで暗くぼそぼそとした声で話し、また典型的な事なかれ主義者で学園内で事件が起こることを嫌う。声のみで姿は登場しないが『アズラエルの夢を見て』および『ビジュアル・ガイドブック』で公開された設定画および用語集での記述によると、ゲーム本編において役名を持っている登場人物の中では唯一の男性のライカンである。

## エピローグについて
ゲーム前半に5人のヒロインの何らかの攻略条件を満たすと、後半のヒロイン別のシナリオに入るが、そこでのヒロインからの好感度が低くても、ヒロインとは結ばれてハッピーエンド（ゲーム上ではNormal End）になり、スタッフロールを伴ったエンディングを見る事ができる。しかし好感度が高いと、更にゲームが続き、ヒロインと結ばれた後のヒロインとの性生活や、主人公とヒロインとのその後を描いたエピローグを見る事ができる（True End）。これらをエンディングにカウントすると、本作品のエンディング数は、6+5で11通りある事になる。

## 制作スタッフ
- キャラクターデザイン・原画 - 萌木原ふみたけ
- シナリオ - 澁澤晴明・大三元・高嶋栄二・秋史恭
- 音楽 - ave;new
- ムービー - 神月社（Radiant Impression Prelude）
- 制作 - Lump of Sugar

## 主題歌
オープニングテーマ「true my heart」
歌 - ave;new feat.佐倉紗織 / 作詞 - 佐倉紗織・a.k.a.dRESS / 作曲・編曲 - a.k.a.dRESS
エンディングテーマ「Dearness」
歌 - ave;new feat.佐倉紗織 / 作詞 - 佐倉紗織 / 作曲・編曲 - 根本日出美

## 関連商品
- 『Nursery Rhyme -ナーサリィ☆ライム-』ビジュアル・ガイドブック（ジャイブ刊、2006年4月24日発売 ISBN 4-86176-294-4）
- モエコン クルルカスタム（ファスト、2006年4月28日発売）
- キャラクターグッズ（エグゾースト、2006年5月18日発売）
  - Tシャツ、下敷、ストラップ、マグカップ、マウスパッド、ぬいぐるみ
- ドラマCD『Life is sweet』（Rio、2006年6月30日発売）
- 小説『ナーサリィ☆ライム 1.わたくしのおうじさま』（Softgarage刊、2006年9月25日発売、ISBN 4-86133-087-4）
- 「Lump of Sugarコレクション」トレーディングカード（ブロッコリー、2007年4月20日発売）
- しゅが☆ぽ！（2007年8月17日発売）
- アズサリィ☆ライム 箱付きタンブラー
- マキシシングル「True My Heart」（2007年9月5日発売）
- アズボイスクロック「アズ24」
- 立体アズマフラー
- クルル&アズキャラクターソングCD「アズのラビリンス」＋ジャケットイラストテレカ（封入）セット
- ランプオブシュガーヒロイン抱き枕カバー夏コミ限定セット（Nursery Rhymeからはクルル 2008年8月15～17日開催「コミックマーケット74」にて発売、10000円）